# Championat der Vaterpferde

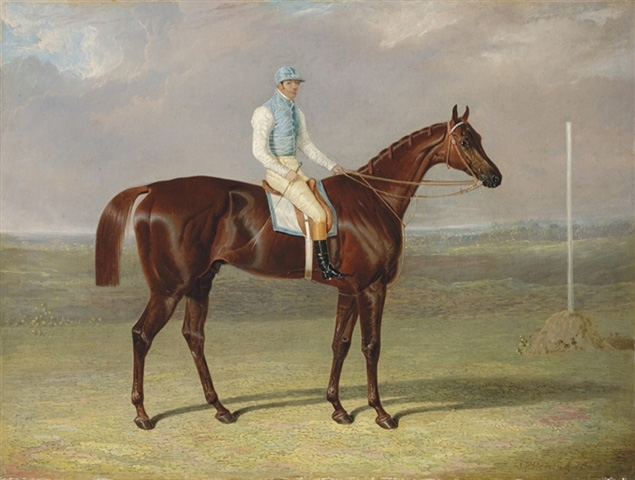
St Giles, Sieger Epsom Derby und erster Champion der deutschen Vaterpferde 1867, Gemälde von John Frederick Herring senior (1795–1865)

Das Championat der Vaterpferde (auch Deckhengstliste oder Hengstliste) ist eine jährlich ausgetragene Meisterschaft im Galopprennsport (aber auch im Trab-, Spring- und Dressursport). Dabei handelt es sich nicht unmittelbar um einen sportlichen Wettkampf, sondern das siegreiche Vaterpferd wird anhand einer Statistik über die von seinen direkten Nachkommen (Kindern) gewonnenen Rennpreise (Preisgelder in Rennen) ermittelt.
Eine solche Statistik ist auch in anderen Ländern gebräuchlich, in England schon seit 1751. Sie dient dem allgemeinen Vergleich der Zuchterfolge von Vaterpferden. Es werden dabei alle Rennpreise addiert, die die Nachkommen jedes Zuchthengstes (sog. Deckhengst) in einem Land während eines (Renn-)Jahres gewonnen haben. Es gilt dabei grundsätzlich das Land, in dem das Rennen abgehalten wurde und nicht das Land, in dem ein Nachkomme geboren wurde oder trainiert wird.
Der Hengst, dessen Nachkommen die höchste Gesamtgewinnsumme haben, wird Champion der Vaterpferde genannt. Diese und alle anderen offiziellen Statistiken des Galopprennsports werden im Jahresrennkalender veröffentlicht. In den USA ist der entsprechende Titel Leading Sire, in Frankreich heißt er Tête de liste des étalons.
Neben der Jahreswertung Championat der Vaterpferde ist auch noch das Championat der Vaterpferde von Mutterstuten (der mütterlichen Großväter von Rennpferden) international üblich. Die Wertungsmodalitäten in beiden Championaten sind gleich.
Die Statistiken werden vom jeweiligen Jockey Club des Landes verwaltet. Der Jockey Club ist die nationale Dachorganisation des Galopprennsports, vergleichbar mit dem DFB beim Fußball. Das Direktorium für Vollblutzucht und Rennen ist der für den deutschen Galopprennsport zuständige Jockey Club.
Am erfolgreichsten im Championat der Vaterpferde in Deutschland waren Oleander und Ticino mit jeweils neun Titeln vor Chamant mit sieben Titeln.

## Hengstlisten in der Warmblutzucht
Auch in der Warmblutzucht wird der Zuchtwert der bei der FN eingetragenen Hengste anhand von Eigenleistung und den Erfolgen ihrer Nachkommen im Sport bewertet. Die sogenannte Zuchtwertschätzung wird für Dressur und Springen durchgeführt.